# Jaan Einasto
Jaan Einasto (nascut el 23 de febrer 1929, a Tartu) és un astrofísic estonià i un dels descobridors de l'estructura a gran escala de l'Univers. Ell és un patriòtic estonià; el nom "Einasto" és un anagrama d'"Estònia"
Nascut a Tartu, va assistir a la Universitat de Tartu, on va rebre el Doctorat en Filosofia equivalent el 1955 i un doctorat de recerca sènior el 1972. Des de 1952, ha treballat com a científic a l'Observatori de Tartu (1977-1998). Cap del Departament de Cosmologia; el 1992-1995, va ser professor de Cosmologia a la Universitat de Tartu. Durant molt de temps, va ser Cap de la Divisió d'Astronomia i Física de l'Acadèmia de Ciències d'Estònia a Tallin. Einasto és membre de l'Academia Europaea, l'European Astronomical Society i la Royal Astronomical Society; que ha rebut tres Premis Nacionals de Ciències d'Estònia.
- 1947 Núm. 1 de l'Escola Secundària de Tartu
- 1952 Universitat de Tartu
- 1955 Cand. en ciències en física i matemàtiques
- 1972 Doctor en ciències en física i matemàtiques
- 1992 Professor
- 1991 Membre de l'Acadèmia Europaea
- 1994 Membre de la Royal British Society of Astronomy

L'asteroide (11577) Einasto, descobert el 1994, va ser anomenat en el seu honor.